# Isabelle Meyer
Isabelle Meyer (Langenthal, 5 de septiembre de 1987) es una futbolista suiza. Juega como centrocampista en el SKN St. Pölten de la Bundesliga Femenina de Austria. Fue internacional con la selección de Suiza.

## Trayectoria
En su primera etapa en Suiza jugó en el FC Luzern (2003-07) y el Grasshopper (2007-10). En 2007 debutó con la selección suiza, en la que jugó hasta 2012.
En la temporada 2010-11 fichó por el SC Friburgo de la 2ª división alemana, con el que ascendió a la Bundesliga. En 2012 regresó a la segunda división con el SC Sand, pero volvió a ascender.

## Estadísticas

### Clubes
| Club           | País     | Año             |
| -------------- | -------- | --------------- |
| FC Luzern      | Suiza    | 2003 - 2007     |
| Grasshopper    | Suiza    | 2007 - 2010     |
| SC Friburgo    | Alemania | 2010 - 2011     |
| SC Sand        | Alemania | 2012 - 2019     |
| SKN St. Pölten | Austria  | 2021 - presente |